# Жилой дом Лаврова
Жилой дом Лаврова — выявленный памятник градостроительства и архитектуры в историческом центре Нижнего Новгорода. Построен в 1846 году, перестроен в конце XIX — начале XX веков. Сочетает в себе композиционную и планировочную структуру позднего классицизма и декор, в котором формы эклектики объединены с элементами рационального модерна.        
Дом имеет важное градостроительное значение, так как вместе с другими зданиями на улицах Короленко, Студёной, Славянской и Новой образует цельный архитектурный ансамбль исторической застройки второй половины XIX — начала XX веков — достопримечательное место «Район улиц Короленко, Славянской, Новой».          

## История
Дом расположен на южной окраине исторического центра Нижнего Новгорода. С конца XVIII века по 1824 год на данной территории располагались канатные заводы. В 1839 году новым генеральным планом территория была включена в городскую, что привело к формированию на этом месте нового большого жилого района, планировку которого разработали архитектор И. Е. Ефимов и инженер П. Д. Готман в 1836—1839 годах. В ходе планировки была проложена улица Канатная (с 1928 года — Короленко).
Дом Лаврова является единственной сохранившейся постройкой бывшей городской усадьбы XIX века. В 1846 году владелец участка коллежский секретарь Николай Лавров обратился в городскую управу с просьбой построить двухэтажный полукаменный дом с мезонином и два одноэтажных деревянных флигеля. Усадьба представляла собой цельный архитектурный ансамбль в стиле позднего классицизма с симметричной композицией, выходящей всеми строениями на красную линию Канатной улицы.
Владельцы усадьбы во второй половине XIX и начале XX веков не установлены. Предположительно, в конце XIX века боковые участки усадьбы, где располагались флигели, были проданы. На их месте выстроили существующие дома № 24 и 28. В конце XIX — начале XX века главный дом усадьбы был перестроен. Мезонин разобран и заменён небольшим выпускным окном, с двух торцов пристроены сени, с юга — брандмауэр, фасады сменили декор. В 2010-е годы здание было отремонтировано с сохранением исторического облика.    
В 2018 году главный архитектор Научно-исследовательского предприятия «Этнос» И. С. Агафонова и юрист М. И. Чуфарина подали заявление о включении дома в единый государственный реестр объектов культурного наследия. Приказом Управления государственной охраны объектов культурного наследия здание было включено в перечень выявленных объектов культурного наследия. В 2020 году новым приказом Управления государственной охраны объектов культурного наследия Нижегородской области дом был признан объектом культурного наследия регионального значения.  

## Архитектура
В плане дом прямоугольный, немного вытянут вдоль улицы. Нижний этаж кирпичный, оштукатурен. Верхний этаж рубленый из брёвен в лапу и обшит калёванными досками, заменившими калёванный тёс конца XIX — начала XX века. С юга примыкает кирпичный брандмауэр. Кровля, в которую врезано выпускное окно с лучковым завершением, выполнена из волнистых асбестоцементных листов.
Главный западный фасад имеет строго симметричное построение эпохи позднего классицизма в семь световых осей. С боком примыкают более поздние по постройке сени, в целом не нарушающие композицию. Нижний этаж имеет скромный декор из рамочных наличников квадратных окон и профилированный междуэтажный карниз. Основа декора второго этажа — узкие брусья с фаской, набитые на стену и образующие рисунок наподобие фахверка. Венчает стену подшивной карниз, опирающийся на фигурные кронштейны. Эркеры имеют схожий декор. Входы защищены козырьками на крупных вогнутых кронштейнах-подкосах со свесами-гирьками, при этом первоначальную лучковую форму сохранил только левый.       